# Беленко, Павел Андреевич
Павел Андреевич Беленко (12 июля 1911 — 10 июля 1973) — передовик советской партийной номенклатуры и хозяйственной деятельности, председатель исполкома Палласовского районного Совета депутатов трудящихся Сталинградской области, Герой Социалистического Труда (1958).

## Биография
Родился 12 июля 1911 года в селе Дегтярёвка Новоузенского уезда Саратовской губернии в крестьянской малоимущей семье заволжского степняка. С 1926 по 1928 годы проходил обучение и одновременно работал в Краснокутском кантоне Автономной ССР Немцев Поволжья (АССР НП). С июня 1928 по ноябрь 1929 года трудился рабочим железнодорожной станции Тимофеевка Рязано-Уральской железной дороги. В 1929 году получил специальность тракторист, окончив обучение на курсах. С ноября 1929 по октябрь 1931 года работал трактористом-бригадиром совхоза № 3 Краснокутского кантона АССР НП. С октября 1931 по октябрь 1932 года проходил обучение в Саратовской профсоюзной школе ВЦСПС. С октября 1932 по октябрь 1933 года был назначен и выполнял обязанности председателя рабочего комитета Ерусланского совхоза Федоровского кантона АССР НП. С октября 1933 по октябрь 1935 года проходил службу в рядах Красной Армии, младший командир в 53-й стрелковой дивизии в городе Энгельсе. В январе 1936 года успешно сдал экзамены и был зачсилен в Саратовскую высшую коммунистическую сельскохозяйственную школу, завершил обучение в которой в январе 1938 года.
С января 1938 по сентябрь 1941 года работал на должности заместителя директора по ремонту Савинской машинно-тракторной станции (МТС) Палласовского кантона АССР Н. С 1939 года член ВКП(б)/КПСС.
С сентября 1941 по апрель 1944 года был назначен и выполнял обязанности директора Палласовской МТС Палласовского района Сталинградской области. С июня 1944 по сентябрь 1950 года назначен директором МТС Палласовского мясосовхоза. С ноября 1947 по ноябрь 1948 года обучался на курсах директоров совхозов при Ставропольском сельскохозяйственном институте. С сентября 1950 по март 1962 года назначен и работал в должности председателя исполкома Палласовского районного Совета депутатов трудящихся Сталинградской, а с ноября 1961 года — Волгоградской области.
На руководимой им территории к концу 1950-х годов 150 тысяч гектаров целинных и залежных земель было освоено, посевная площадь увеличилась с 101,1 тысяч гектаров в 1953 году до 253,5 тысяч гектаров в 1958 году. Урожайность зерновых с одного гектара была увеличена с 5,2 центнера в 1953 году до 12,4 центнера в 1958 году, а валовое производство зерна с 1,7 миллионов пудов до 12,5 миллионов пудов. Поголовье овец достигло 308 тысяч голов в 1958 году, а молоко в колхозах и совхозах в 1958 году стали производить в два раза больше, шерсти — в 2,5 раза.
За выдающиеся успехи, достигнутые в деле увеличения производства зерна и других продуктов сельского хозяйства, Указом Президиума Верховного Совета СССР от 20 ноября 1958 года Беленко Павлу Андреевичу было присвоено звание Героя Социалистического Труда с вручением ордена Ленина и золотой медали «Серп и Молот».
Продолжал работать до 1968 года, когда вышел на заслуженный отдых. С марта 1962 по март 1963 года являлся первым секретарём Палласовского райкома КПСС. С марта 1963 по сентябрь 1968 года возвратился и трудился на должность председателя Палласовского райисполкома.
Являлся делегатом XXII съезда КПСС.
Проживал в городе Палласовке. Умер 10 июля 1973 года. Похоронен на Дмитровском кладбище в Волгограде.

## Награды
За трудовые успехи удостоен:
- золотая звезда «Серп и Молот» (20.11.1958)
- орден Ленина (20.11.1958)
- Орден Знак Почёта (22.03.1966)
- Медаль «За доблестный труд в Великой Отечественной войне 1941—1945 гг.»
- Медаль «За освоение целинных земель»
- другие медали.
- Малая золотая медаль ВСХВ СССР (16.06.1958)
- Большая серебряная медаль ВДНХ СССР (28.09.1962)
- Бронзовая медаль ВДНХ СССР (30.06.1965)